# André de Baralle
André Louis de Baralle, né le 4 mai 1804 à Valenciennes et mort le 28 avril 1872 à Cambrai, est un architecte français.

## Commémoration
Une exposition « Du rêve à la réalité » présentant un ensemble important et inédit de dessins des architectes André (1804-1872) et Henri de Baralle (1827-1882) a eu lieu au musée de Cambrai du 14 octobre 2011 au 15 janvier 2012. Les dessins sont visibles sur la base de données Musenor., dans les archives du musée de Cambrai.

## Réalisations notables
- Restauration de la Chapelle du refuge de l'abbaye de Vaucelles, Cambrai[5]
- 1831 : clocher de l’église Saint-Médard, Busigny
- 1852-1853 : église Saint-Pierre, Haussy
- 1858 : église de l'Assomption, Ors
- 1862 : église Saint-Pierre, Escaudœuvres
- 1867 : kiosque à musique, Cambrai

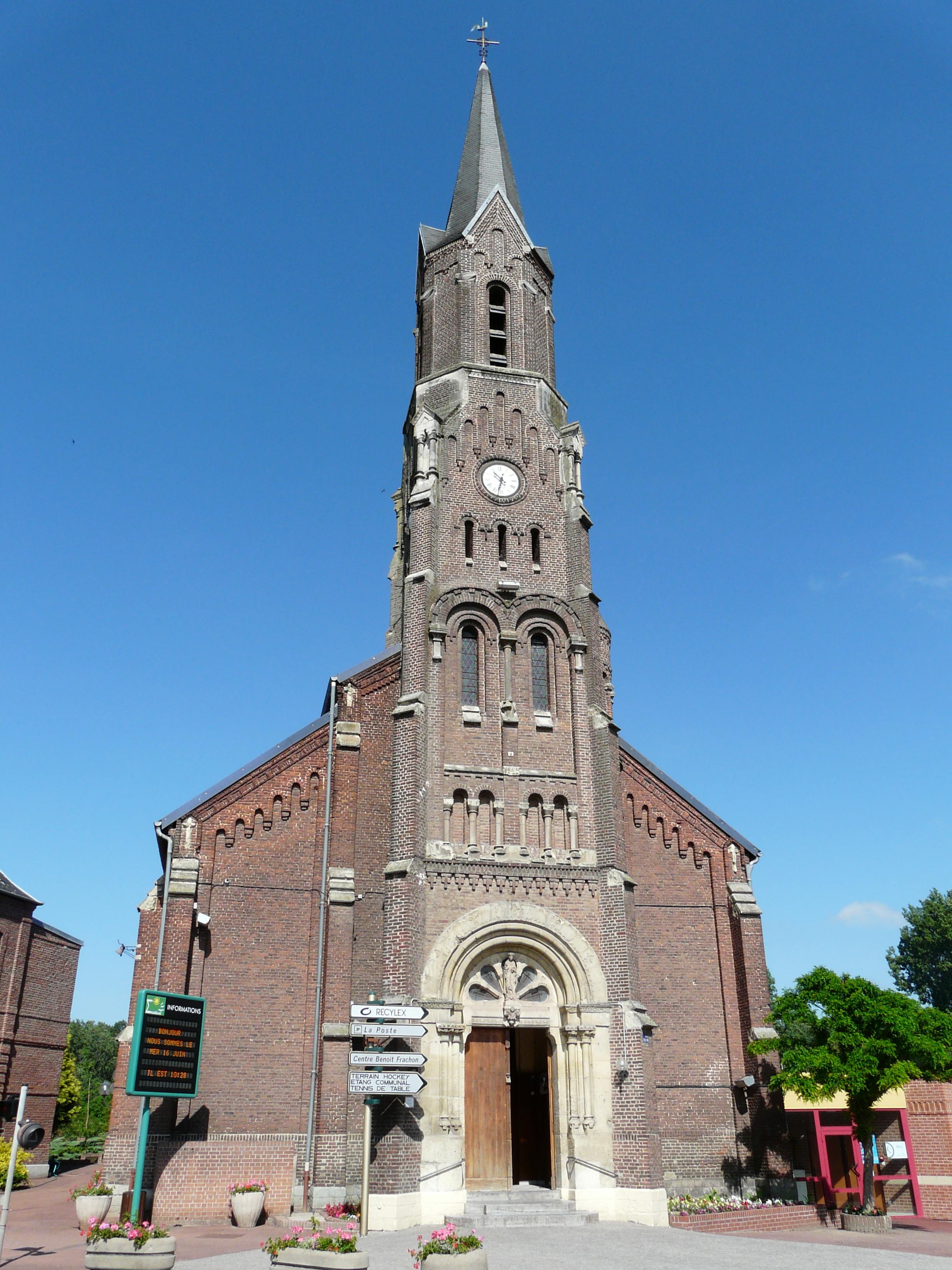
Église Saint-Pierre d'Escaudœuvres.
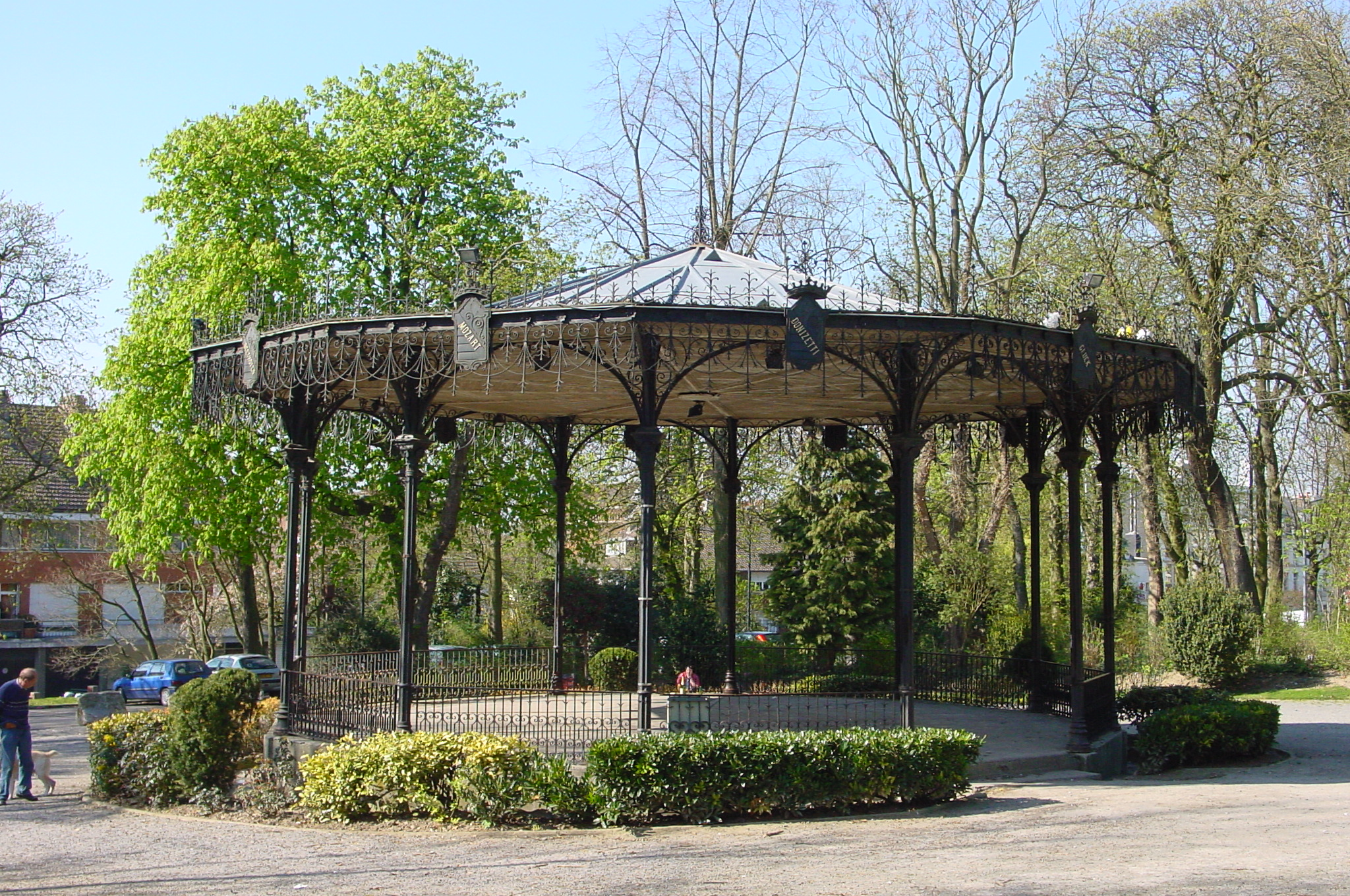
Kiosque à musique de Cambrai, attribué à André de Baralle.